# Sadowo (województwo warmińsko-mazurskie)
Sadowo – wieś w Polsce położona w województwie warmińsko-mazurskim, w powiecie olsztyńskim, w gminie Biskupiec.
W latach 1975–1998 miejscowość położona była w województwie olsztyńskim.
Zobacz też: Sadowo, Sadów